# Orosz Zoltán (katonatiszt)
Orosz Zoltán Béla (Kaposvár, 1956. augusztus 22. –) altábornagy, a Honvéd Vezérkar főnök-helyettese (2010–2017).

## Élete

### Karrier és család
Helikopterpilóta, technikus alapképzettségét a szolnoki Repülőműszaki Főiskolán és Frunzéban szerezte. Magasabb parancsnoki iskolákat, tanfolyamokat Monyinóban, a hollandiai Rijswijkben, a németországi Ramsteinben, a kanadai Québecben és a Zrínyi Miklós Nemzetvédelmi Egyetemen végzett. Pályafutása során Szentkirályszabadján és Szolnokon végigjárta csaknem a teljes beosztási skálát a helikoptervezetőtől az ezredmegfigyelőn keresztül a bázisparancsnokiig. Mi–2-es, Mi–8-as, Mi–17-es, Mi–24-es helikoptereken, illetve An–26-os repülőgépen több mint háromezer órát repült. Orosz- és angol nyelvből felsőfokú, C típusú nyelvvizsgával rendelkezik. Nős.

### Beosztásai
1977 és 1984 között helikoptervezető pilóta, 1984-től 1987-ig a MN 1936. Szolnok Vegyes Szállítórepülő Ezrednél századparancsnok-helyettes. 1990–1997 között ezred megfigyelő a MH 89. Szolnok Vegyes Szállítórepülő Ezrednél, majd hadműveleti és kiképzési osztályvezető (1997–2000), parancsnok-helyettes 2000 és 2003 között, 2003-tól megbízott parancsnok. 2004-től a MH 86. Szolnok Helikopter Ezred, majd a MH 86. Szolnok Helikopter Bázis parancsnoka, egészen 2007. augusztus 31-éig. 2005. október 23-án a köztársasági elnök dandártábornokká nevezte ki. A Magyar Köztársaság honvédelmi minisztere 2007. szeptember 1-jei hatállyal kinevezte az Magyar Honvédség Összhaderőnemi Parancsnokság törzsfőnökévé (parancsnok-helyettessé), ezt követően a köztársasági elnök 2007. október 23-ai hatállyal vezérőrnaggyá nevezte ki. Szervezeti korrekciók után, 2010. február 1-jétől az ÖHP törzsfőnöke egészen május 31-éig.
Hende Csaba honvédelmi miniszter a Magyar Honvédségnél uralkodó szakmai és morális válsággal indokolva 2010. június 1-jén leváltotta tisztségéből Hazuga Károly altábornagy, vezérkarfőnök-helyettest, és helyére Orosz tábornokot nevezte ki. 2017 végén Domján László vezérőrnagytól átvette a Magyar Honvédség Katonai Képviselő Hivatalának vezetését a NATO-ban.
A köztársasági elnök hivatásos szolgálati viszonyát 2021. február 21-ei hatállyal – a törvény erejénél fogva – megszüntette.

## Szolgálati érdemérmei a repült órák után
- Szolgálati érdemérem (200 repült óra után)
- Szolgálati érdemérem (350 repült óra után)
- Szolgálati érdemérem (550 repült óra után)
- Szolgálati érdemérem (1000 repült óra után)
- Szolgálati érdemérem (1500 repült óra után)

## Publikációk
- Orosz Zoltán profilja a ResearchGate portálon